# Liste der Biografien/Paz
Liste der Biografien |
Portal Biografien |
Personensuche
# |
A |
B |
C |
D |
E |
F |
G |
H |
I |
J |
K |
L |
M |
N |
O |
P |
Q |
R |
S |
T |
U |
V |
W |
X |
Y |
Z |
?
 
Pa |
Pc |
Pe |
Pf |
Ph |
Pi |
Pj |
Pk |
Pl |
Pm |
Pn |
Po |
Pr |
Ps |
Pt |
Pu |
Pv |
Pw |
Py
 
Paa |
Pab |
Pac |
Pad |
Pae |
Paf |
Pag |
Pah |
Pai |
Paj |
Pak |
Pal |
Pam |
Pan |
Pao |
Pap |
Paq |
Par |
Pas |
Pat |
Pau |
Pav |
Paw |
Pax |
Pay |
Paz
Die Liste der Biografien führt alle Personen auf, die in der deutschsprachigen Wikipedia einen Artikel haben. Dieses ist eine Teilliste mit 104 Einträgen von Personen, deren Namen mit den Buchstaben „Paz“ beginnt.

## Paz
- Paz Barahona, Miguel (1863–1937), Präsident von Honduras (1925–1929)
- Paz Campos, Eréndira Araceli (* 1961), mexikanische Botschafterin
- Paz Cordero, Carlos M. (* 1930), mexikanischer Botschafter
- Paz Estenssoro, Víctor (1907–2001), bolivianischer Politiker und PräsidentVíctor Paz Estenssoro (1907–2001)

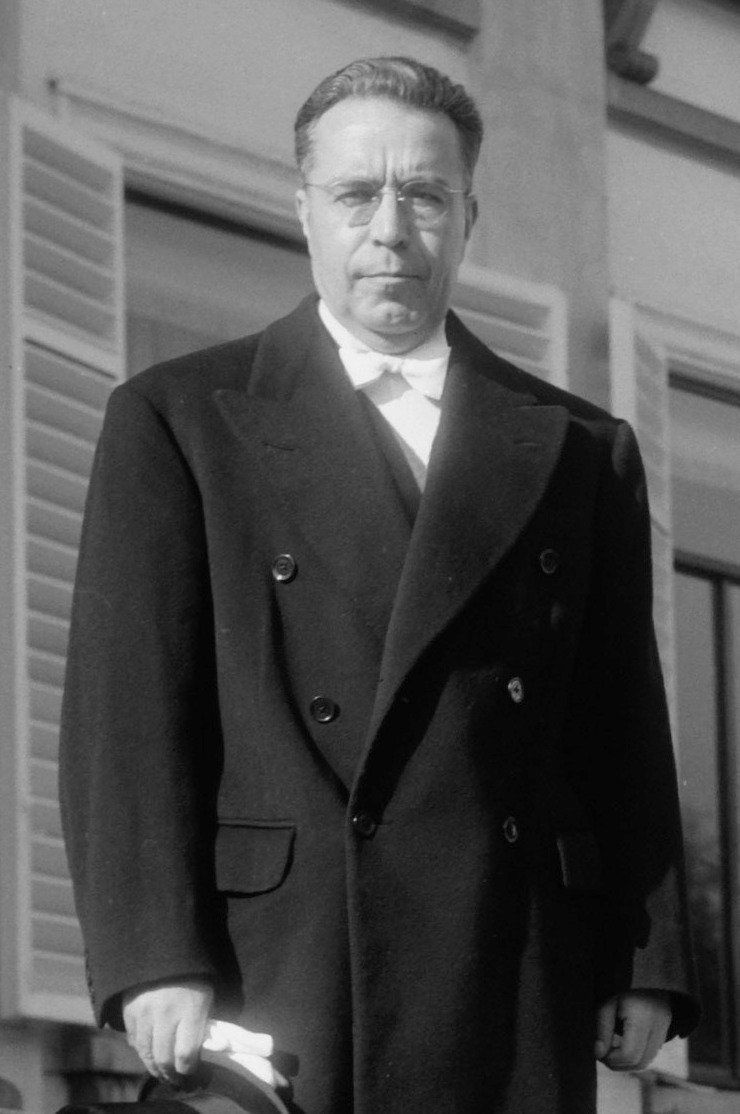
Víctor Paz Estenssoro (1907–2001)

- Paz García, Policarpio Juan (1932–2000), honduranischer Politiker, Präsident
- Paz Hidalgo, Yessica Maria (* 1989), venezolanische Volleyballspielerin
- Paz Hurtado, Geovanni Mauricio (* 1962), ecuadorianischer Geistlicher, römisch-katholischer Bischof von Latacunga
- Paz Pereira, Rodrigo (* 1967), bolivianischer Politiker
- Paz Soldán, Edmundo (* 1967), bolivianischer Erzähler
- Paz Soldán, Mariano (1821–1886), peruanischer Historiker und Geograf
- Paz y Miño, Juan, ecuadorianischer Historiker und Publizist
- Paz y Paz, Claudia (* 1967), guatemaltekische Strafrechtexpertin, Akademikerin, Richterin und Prozessanwältin
- Paz, Abel (1921–2009), spanischer Anarchist und Schriftsteller
- Paz, Aníbal (1917–2013), uruguayischer Fußballspieler
- Paz, Antón (* 1976), spanischer Segler
- Paz, Cristian (* 1988), uruguayischer Fußballspieler
- Paz, Eduardo (* 1981), spanischer Eishockeyspieler
- Paz, Erel (* 1974), israelischer Komponist
- Paz, Juan Carlos (1897–1972), argentinischer Komponist
- Paz, Juan Carlos (* 1944), uruguayischer Fußballspieler
- Paz, Juan Carlos (* 1958), uruguayischer Fußballspieler
- Paz, Juan José (1921–1970), argentinischer Tangopianist, Bandleader, Arrangeur und Tangokomponist
- Paz, Juan Pablo (* 1995), argentinischer Tennisspieler
- Paz, Ladislau (1903–1994), brasilianischer Ordensgeistlicher, römisch-katholischer Bischof von Corumbá
- Paz, Luis (1942–2015), kolumbianischer Fußballspieler
- Paz, Magdeleine (1889–1973), französische Schriftstellerin, Journalistin und linke Aktivistin
- Paz, Manuel María (1820–1902), kolumbianischer Soldat, Kartograf und Zeichner
- Paz, Maurice (1896–1985), französischer Politiker und Rechtsanwalt
- Paz, Mercedes (* 1966), argentinische Tennisspielerin
- Paz, Nico (* 2004), argentinisch-spanischer FußballspielerNico Paz (* 2004)

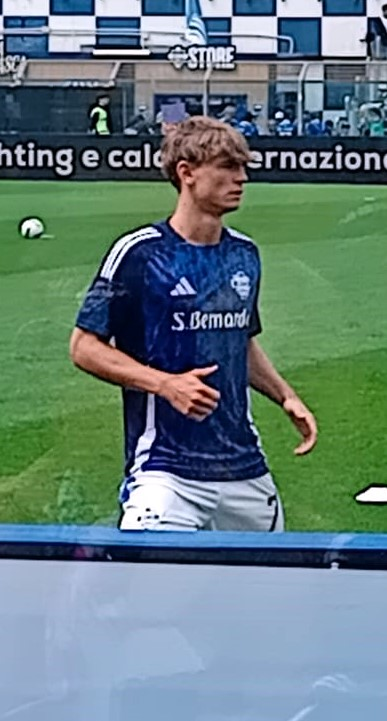
Nico Paz (* 2004)

- Paz, Octavio (1914–1998), mexikanischer Schriftsteller, Diplomat und Nobelpreisträger
- Paz, Pablo (* 1973), argentinischer Fußballspieler
- Paz, Rafael (* 1965), spanischer Fußballspieler
- Paz, Raúl (* 1969), kubanischer Sänger und Komponist
- Paz, Rosa Maria (* 1973), deutsch-spanische Schauspielerin
- Paz, Rubén (* 1959), uruguayischer Fußballspieler
- Paz, Sharon (* 1969), israelische Video- und Performancekünstlerin
- Paz, Stefano (* 1995), peruanischer Diskuswerfer
- Paz, Victor (1932–2021), panamaischer Jazzmusiker (Trompete, Flügelhorn)
- Paz, Vinnie (* 1977), US-amerikanischer Rapper und TexterVinnie Paz (* 1977)

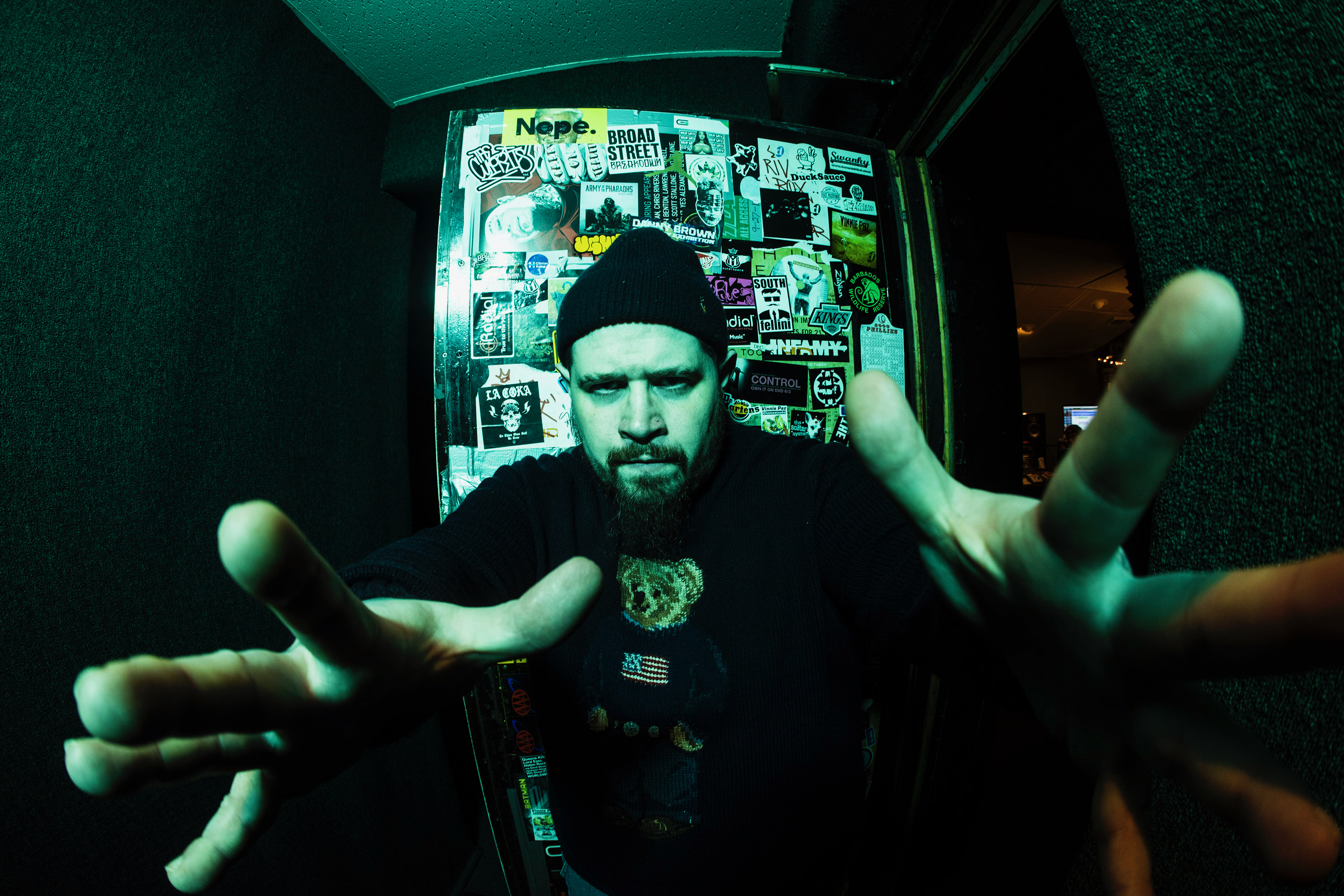
Vinnie Paz (* 1977)

- Paz-Andrade, María Inmaculada (1928–2022), galicische Physikerin
- Paz-Andrade, Valentín (1898–1987), galicischer Jurist, Volkswirt, Politiker, Unternehmer, Schriftsteller, Dichter und Journalist

### Paza
- Pazajew, Wiktor Iwanowitsch (1933–1971), sowjetischer Kosmonaut
- Pazak, John Stephen (* 1946), US-amerikanischer Ordensgeistlicher, ruthenisch griechisch-katholischer Bischof von Phoenix
- Pažák, Miroslav (* 1976), slowakischer Eishockeyspieler
- Pazar, Alper Efe (* 2005), türkischer Fußballspieler
- Pazarkaya, Yüksel (* 1940), deutscher Schriftsteller
- Pazatka, Charlotte von (1878–1969), deutsche Theaterschauspielerin
- Pazaurek, Gustav Edmund (1865–1935), böhmisch-deutscher Kunsthistoriker

### Pazd
- Pazdan, Michał (* 1987), polnischer Fußballspieler
- Pazdera, Ladislav (* 1989), tschechischer Gitarrist und Komponist
- Pazderka, Georg (1942–2024), österreichischer Tennisspieler
- Pazderski, Georg (* 1951), deutscher Offizier und Politiker (AfD, parteilos), MdAGeorg Pazderski (* 1951)

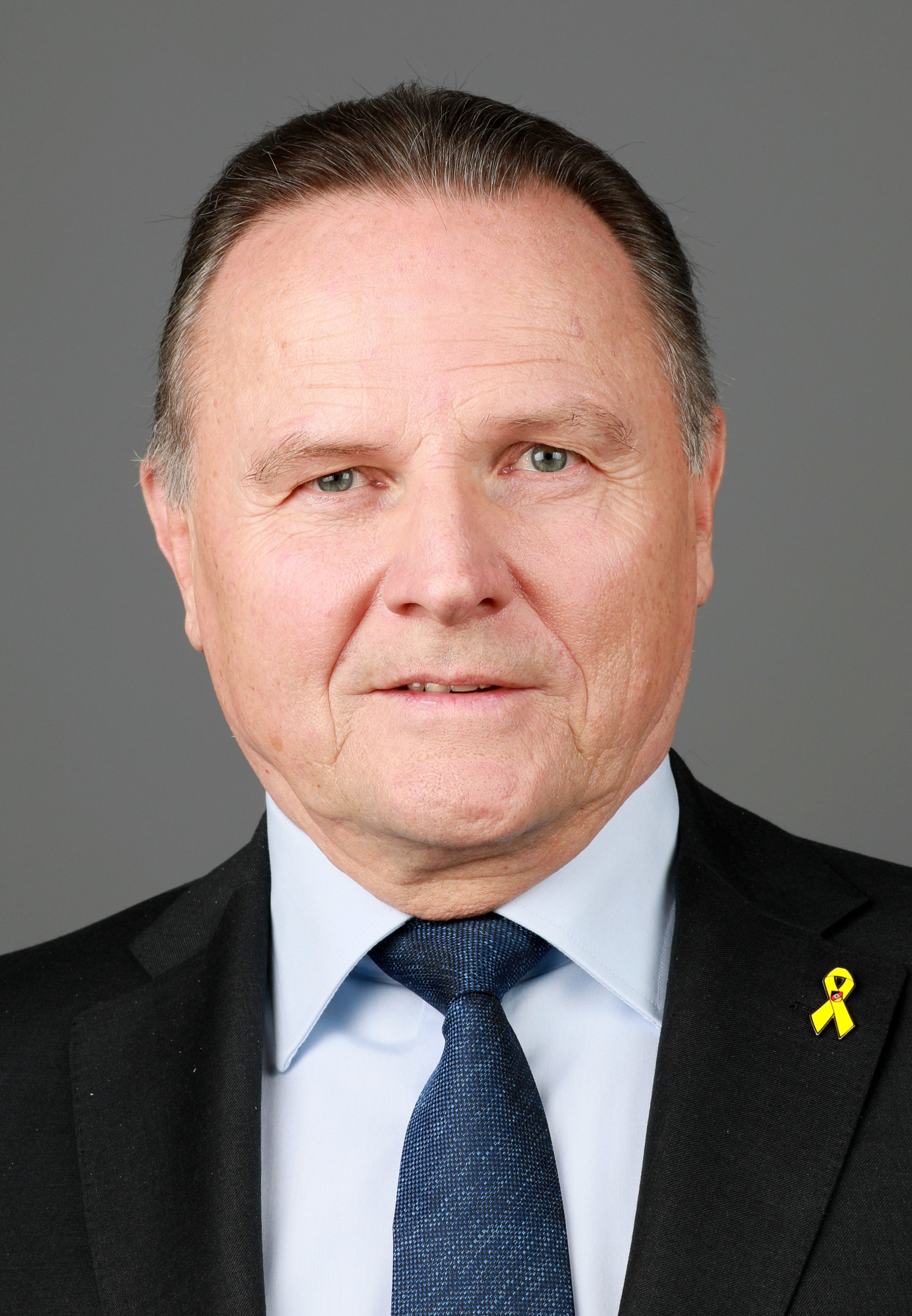
Georg Pazderski (* 1951)

- Pazdur, Józef (1924–2015), polnischer Geistlicher, Weihbischof in Breslau
- Paździor, Kazimierz (1935–2010), polnischer Boxer
- Pazdziora, Augustin (1886–1940), römisch-katholischer Geistlicher und Märtyrer
- Pazdziora-Merk, Jarka (* 1949), deutsche Politikerin (SPD), MdL

### Paze
- Pazej, Mark (* 2002), belarussischer Sprinter
- Pazeller, Jakob (1869–1957), österreichischer Komponist und Militärmusiker
- Pazelt, Josef (1891–1956), österreichischer Autor, Pädagoge und Politiker (SPÖ), Abgeordneter zum Nationalrat

### Pazh
- Pazhayattil, James (1934–2016), indischer Geistlicher, syro-malabarischer Bischof von Irinjalakuda
- Pazheparambil, Aloysius (1847–1919), syro-malabarischer Bischof und Apostolischer Vikar in Indien
- Pazhwak, Abdul Rahman (1919–1995), afghanischer Politiker und Diplomat

### Pazi
- Pazi, Margarita (1920–1997), israelische Literaturwissenschaftlerin und Hochschullehrerin
- Pazienza, Annamaria, italienische Mittelalterhistorikerin
- Pazienza, Emanuele, deutscher Schauspieler, Sänger und Tänzer
- Pazienza, Michele (* 1982), italienischer Fußballspieler und -trainer
- Pazienza, Vinny (* 1962), US-amerikanischer Boxer
- Paziński, Piotr (* 1973), polnischer Schriftsteller
- Paziorek, Peter (* 1948), deutscher Politiker (CDU), MdB, Regierungspräsident
- Paziraei, Mohammad (1929–2002), iranischer Ringer

### Pazk
- Pazkewitsch, Alexandra Wjatscheslawowna (* 1988), russische Synchronschwimmerin

### Pazm
- Pázmándi, Dominik (* 2000), ungarischer Leichtathlet
- Pázmándy, Dénes (1816–1856), ungarischer Politiker, Großgrundbesitzer und Präsident des Abgeordnetenhauses
- Pázmándy, Péter (1938–2012), ungarisch-schweizerischer Fußballspieler und -trainer
- Pázmány, Péter (1570–1637), ungarischer Philosoph und Theologe
- Pázmány, Tibor (* 1940), österreichischer Dirigent
- Pazmiño Abril, Jorge Giovanny (* 1965), ecuadorianischer Ordensgeistlicher, römisch-katholischer Bischof von Ambato

### Pazn
- Pazner, Avi (* 1937), israelischer Diplomat

### Pazo
- Pazo, José María (* 1964), kolumbianischer Fußballspieler
- Pazooki, Leila (* 1977), iranische Künstlerin
- Pazos, Antón M. (* 1951), spanischer Historiker
- Pazos, Carlos (* 1949), spanischer Künstler
- Pazourek, Luca (* 2005), österreichischer Fußballspieler
- Pažout, Ondřej (* 1998), tschechischer Nordischer Kombinierer

### Pazs
- Pazsitzky, Christina (* 1976), kanadische EntertainerinChristina Pazsitzky (* 1976)

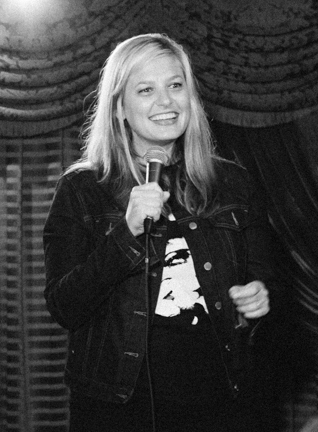
Christina Pazsitzky (* 1976)

### Pazu
- Pazur, Antoine (1931–2011), französischer Fußballspieler
- Pazur, Erica Isabel (* 1976), argentinische Schauspielerin und Theaterpädagogin
- Pazura, Cezary (* 1962), polnischer SchauspielerCezary Pazura (* 1962)

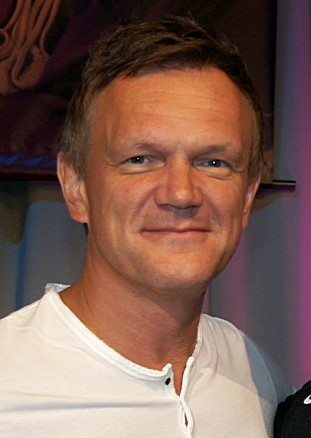
Cezary Pazura (* 1962)

- Pazura, Radosław (* 1969), polnischer Schauspieler
- Pazura, Witalij (* 1997), ukrainischer Poolbillardspieler
- Pazurek, Karol (1905–1945), polnischer Fußballspieler
- Pazurek, Markus (* 1988), deutscher Fußballspieler

### Pazv
- Pazvantoğlu, Osman († 1807), osmanischer Janitschare und Pascha von Widin

### Pazw
- Pazwak, Parwin (* 1967), afghanische Kinderärztin, Dichterin und Schriftstellerin mit tadschikischem Hintergrund

### Pazy
- Pazykajlik, Aljaksandr (* 1990), belarussischer Handballspieler

### Pazz
- Pazzafini, Nello (1934–1996), italienischer Schauspieler
- Pazzaglia, Riccardo (1926–2006), italienischer Autor, Drehbuchautor und Filmregisseur
- Pazzi, Francesco de’ (1444–1478), italienischer Adliger
- Pazzi, Guglielmo de’ (1437–1516), Politiker und Mitglied der Florentiner Familie Pazzi
- Pazzi, Jacopo de’ (1423–1478), florentinischer Bankier und Verschwörer aus dem Geschlecht der Pazzi
- Pazzi, Maria Magdalena von (1566–1607), Karmelitin, Mystikerin, Heilige
- Pazzini, Giampaolo (* 1984), italienischer Fußballspieler
- Pazzini, Karl-Josef (* 1950), deutscher Psychoanalytiker